# Intercambiador de Atalaya
El Intercambiador de Atalaya (oficialmente: Intercambiador vial Jorge Cristo) es un puente ubicado en Cúcuta que forma parte de la Ruta Nacional 70, la cual atraviesa el departamento de Norte de Santander de oeste a este, nororiente colombiano.
La obra se construyó para mejorar la movilidad de la Ciudadela de Juan Atalaya creando un enlace viario sobre la glorieta de los vientos .

## Descripción
La estructura es un puente cableado con 2 pilares cada uno de 29 m de alto, tiene una longitud total de 405 metros, de los cuales: 80 metros de vano (distancia entre los pilares) , más 40 m de cola de los pilares dando un total de luz de 120 m, 2 rampas de acceso; una de 120 m y otra de 165 a cada costado. El ancho del puente está dividido en 2 calzadas de 2 carriles a cada sentido, separadas por un espacio desde donde se sujetan los cables.

## Financiación
El puente es una obra en conjunto entre el gobierno nacional y la gobernación de Norte de Santander bajo la financiación del sistema de regalías, inicialmente estaba prevista para demorar 14 meses con un costo de 37 500 millones, pero se extendió 18 meses y finalizó costando 41 mil millones. La construcción se inicia en mayo de 2015 y se abrió al público en noviembre de 2016, no fue hasta el 18 de diciembre de ese mismo año que el presidente Juan Manuel Santos viajó a Cúcuta para inaugurar la obra.

## Controversias
Durante su construcción, los comerciantes de la zona se quejaban debido a que los cierres viales afectaba su negocio, también se habló de que las vías alternas estaban muy deterioradas para sustituir el nuevo flujo vehicular. 
Pero, la mayor controversia vino de la Aerocivil (agencia de control aéreo)  cuando la obra llevaba el 60% esta interpuso una demanda debido a que la estructura de 29 metros de alta se encuentra a 1 km de la pista del aeropuerto Camilo Daza, por tal motivo representaba un peligro para la aviación y pidió que fuese demolida. La agencia argumentaba sobre las construcciones cerca de los aeropuertos y la falta de comunicación entre las constructoras y la agencia, mientras los organismos implicados se defendían indicando que la Aerocivil conocía en detalle las características del puente y tiene el aval del Ministerio de Transporte, luego de un largo proceso esta se retractó y permitió seguir la construcción.